# سانرويت

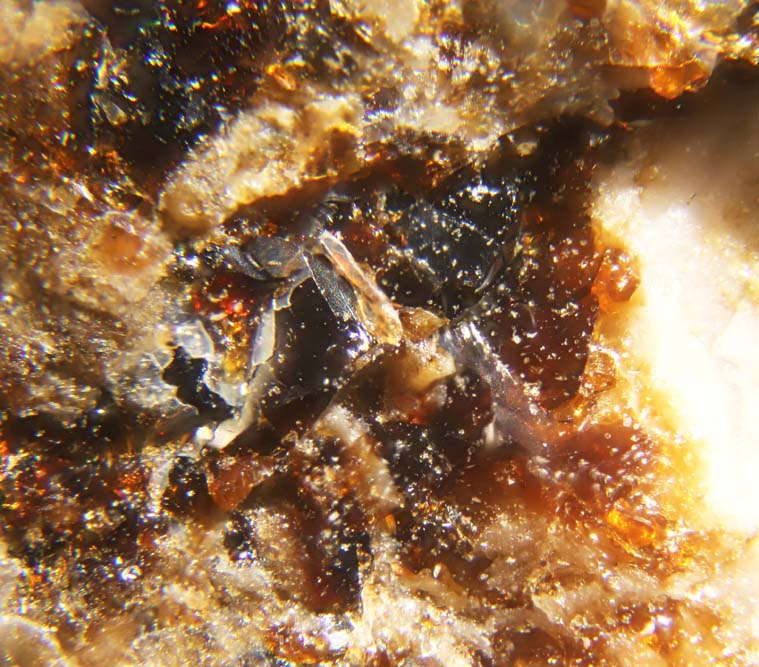

السانرويت (صوديوم2(منغنيز,Mn)10سيليكون11فاناديومأكسجين34(Oهيدروجين)4) (بالإنجليزية : Saneroite ) هو معدن يتواجد في إيطاليا . سمّي باسم إيدواردو سانيرو ، بروفيسور في جامعة جنيف .

## وصلات خارجية
- Mindat
- Webmineral